# Lisboa Devils 2019
Questa voce raccoglie le informazioni riguardanti i Lisboa Devils nelle competizioni ufficiali della stagione 2019.

## X Liga Portuguesa de Futebol Americano

### Stagione regolare
| 6 gennaio 2019 | Lisboa Devils | 19 – 15 | Cascais Crusaders |  |

| 20 gennaio 2019 | Porto Mutts | 20 – 6 | Lisboa Devils |  |

| 3 febbraio 2019 | Lisboa Devils | 53 – 14 | Paredes Lumberjacks |  |

| 16 febbraio 2019 | Lisboa Navigators | 20 – 28 | Lisboa Devils |  |

| 13 aprile 2019 | Braga Warriors | 3 – 46 | Lisboa Devils |  |

| 27 aprile 2019 | Lisboa Devils | 35 – 6 | Algarve Sharks |  |

### Playoff
| 12 maggio 2019 | Lisboa Devils | 13 – 12 | Cascais Crusaders |  |

| 25 maggio 2019 | Porto Mutts | 6 – 23 (0-9 0-7 0-0 6-7) | Lisboa Devils |  |

## II Torneio Fundadores

### Stagione regolare
| 17 novembre 2019, ore 15:00 | Lisboa Devils | 42 – 0 | Paredes Lumberjacks |  |

| 1º dicembre 2019, ore 15:00 | Lisboa Devils | 12 – 14 | Porto Mutts |  |

## Statistiche di squadra
| Competizione                   | %Vittorie | In casa | In casa | In casa | In casa | In casa | In casa | In trasferta | In trasferta | In trasferta | In trasferta | In trasferta | In trasferta | Totale | Totale | Totale | Totale | Totale | Totale |
| Competizione                   | %Vittorie | G       | V       | N       | P       | Pf      | Ps      | G            | V            | N            | P            | Pf           | Ps           | G      | V      | N      | P      | Pf     | Ps     |
| ------------------------------ | --------- | ------- | ------- | ------- | ------- | ------- | ------- | ------------ | ------------ | ------------ | ------------ | ------------ | ------------ | ------ | ------ | ------ | ------ | ------ | ------ |
| Campionato - Stagione regolare | .833      | 3       | 3       | 0       | 0       | 107     | 35      | 3            | 2            | 0            | 1            | 80           | 43           | 6      | 5      | 0      | 1      | 187    | 78     |
| Campionato - Playoff           | 1.000     | 1       | 1       | 0       | 0       | 13      | 12      | 1            | 1            | 0            | 0            | 23           | 6            | 2      | 2      | 0      | 0      | 36     | 18     |
| Coppa                          | .500      | 2       | 1       | 0       | 1       | 54      | 14      | 0            | 0            | 0            | 0            | 0            | 0            | 2      | 1      | 0      | 1      | 54     | 14     |
| Totale                         | .800      | 6       | 5       | 0       | 1       | 174     | 61      | 4            | 3            | 0            | 1            | 103          | 49           | 10     | 8      | 0      | 2      | 277    | 110    |